# Бородинский сельсовет (Оренбургская область)
Бородинский сельсовет — сельское поселение в Ташлинском районе Оренбургской области Российской Федерации.
Административный центр — село Бородинск.

## История
Статус и границы сельского поселения установлены Законом Оренбургской области от 2 сентября 2004 года № 1424/211-III-ОЗ «О наделении муниципальных образований Оренбургской области статусом муниципального района, городского округа, городского поселения, установлении и изменении границ муниципальных образований».

## Население
| 2010 | 2012 | 2013 | 2014 | 2015 | 2016 | 2017 |
| ---- | ---- | ---- | ---- | ---- | ---- | ---- |
| 575  | ↘561 | ↘534 | ↘519 | ↗520 | ↘510 | ↘498 |
| 2018 | 2019 | 2020 | 2021 |      |      |      |
| ↘483 | ↘474 | →474 | ↘457 |      |      |      |

## Состав сельского поселения
| № | Населённый пункт | Тип населённого пункта       | Население |
| - | ---------------- | ---------------------------- | --------- |
| 1 | Бородинск        | село, административный центр | ↘457      |